# Kevin Richardson
Kevin Scott Richardson, född 3 oktober 1971 i Lexington i Kentucky, är en amerikansk sångare, låtskrivare och skådespelare. Han var och är medlem av Backstreet Boys från 1993 till 2006 samt från 2012. I slutet av april 2012 meddelade gruppen att Richardson skulle göra comeback.
Kevin Richardson är son till Jerald Wayne Richardson (1941–1991) och Ann (1943–2022), född Littrell.
Under skoltiden var Richardson med i en gosskör och spelade även skolteater. Han blev medlem i Backstreet Boys 1993, men efter tretton år valde han att lämna bandet för att få tid för sin familj.
I musikvideon till en av bandets låtar, "Show Me the Meaning of Being Lonely" (1999), ses Richardson i en lägenhet tittande på en film från sin barndom. I filmen figurerar hans far Jerald, som avled 1991.
Kevin Richardson är sedan den 17 juni 2000 gift med Kristin Willits och har med henne sönerna Mason Frey (född 2007) och Maxwell Haze (född 2013).

## Diskografi (solo)
Studioalbum
- Cover Story (2012, outgivet)

## Filmografi
- 1991 – Min tjej
- 1998 – Sabrina tonårshäxan
- 2002 – Artur (TV-serie)
- 2009 – Love Takes Wing
- 2010 – The Casserole Club
- 2012 – The Bloody Indulgent
- 2013 – This Is the End
- 2014 – I Heart Nick Carter (TV-serie)
- 2016 – If I Could Tell You